# Collesfractuur
Een collesfractuur  is een breuk van het spaakbeen (radius). De breuk is vernoemd naar Abraham Colles (1773-1843), een Ierse arts die de breuk voor het eerst beschreef in 1814, nog voor het gebruik van röntgenstraling.
De term collesfractuur wordt gebruikt voor een extra-articulaire (dat wil zeggen, binnen twee centimeter van maar buiten het polsgewricht gelegen) breuk in het distale eind van het spaakbeen. Hierbij is er per definitie een hoekstand naar achteren, tussen het distale gedeelte (nabij de pols) ten opzichte van het proximale spaakbeen (richting de elleboog). 
Een collesfractuur kan op iedere leeftijd plaatsvinden, maar er is wel een leeftijdsgebonden patroon te zien. De fractuur komt het vaakst voor bij ouderen, postmenopauzale vrouwen, en personen met osteoporose. Er is sprake van een zogenaamde bajonetstand van de arm.

## Oorzaken
De collesfractuur ontstaat vooral bij mensen die voorover op een hard oppervlak vallen en hun val proberen te breken met uitgestrekte handen. Per definitie is dit een polsfractuur. 

## Behandeling
Behandeling van de collesfractuur hangt af van de ernst van de breuk (zoals hoekstand of verplaatsing). Normaal volstaat gipsimmobilisatie. Indien er een te grote hoekstand is of zelfs verplaatsing, is wellicht repositie vereist of een operatie. Vaak wordt er fysiotherapeutisch nabehandeld om stijfheid van het polsgewricht te voorkomen en de hand/polsfunctie te herstellen.

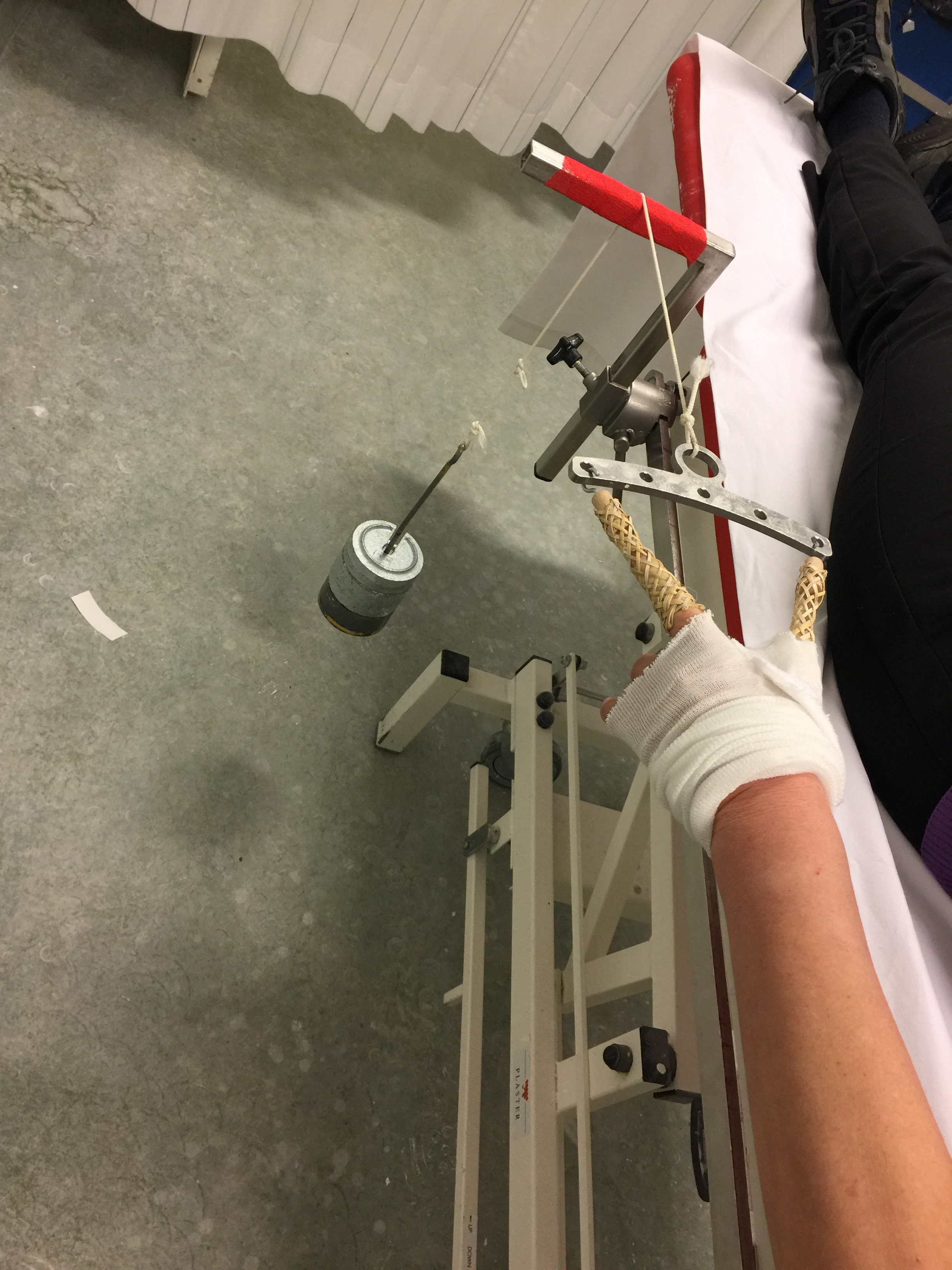
Kabeltrekkous met "Chinese vingers" voor repositie